# La notte dei sensi
La notte dei sensi (The First 9½ Weeks) è un film del 1998 diretto da Alex Wright; è lo spin-off di 9 settimane e ½.

## Trama
Un banchiere si reca a New Orleans per trattare un affare con un suo cliente milionario, ma cade preda degli approcci della moglie dello stesso.